# 永祿縣
永禄县（越南语：／）是越南清化省下辖的一个县。

## 地理
永禄县东北接石城县，西北接锦水县，西南接安定县，东接河中县。

## 历史
15世纪初，胡季犛曾把此地当做都城，后荒废。
2019年10月16日，永康社和永宁社合并为宁康社，永明社和永新社合并为明新社，永城社并入永禄市镇。

## 行政区划
永禄县下辖1市镇12社，县莅永禄市镇。
- 永禄市镇（Thị trấn Vĩnh Lộc）
- 明新社（Xã Minh Tân）
- 宁康社（Xã Ninh Khang）
- 永安社（Xã Vĩnh An）
- 永和社（Xã Vĩnh Hòa）
- 永雄社（Xã Vĩnh Hùng）
- 永兴社（Xã Vĩnh Hưng）
- 永隆社（Xã Vĩnh Long）
- 永福社（Xã Vĩnh Phúc）
- 永光社（Xã Vĩnh Quang）
- 永盛社（Xã Vĩnh Thịnh）
- 永进社（Xã Vĩnh Tiến）
- 永燕社（Xã Vĩnh Yên）

## 特产
永禄县特产蜂蜜蛋糕、粽子、花生等。

## 名胜
永禄县有西都城、福隆寺等名胜，還有鄭可祠、供奉歷代鄭主的鄭家祠堂（鸚鵡亭）、鄭主陵墓等，其中西都城已被列入世界文化遗产。

## 名人
永禄县人才辈出，鄭可、陈渴真、郑主、宋维新等都是本县名人。